# Emin Sabitoglu
Emin Sabitoglu (en azerí: Emin Sabit oğlu Mahmudov; Bakú, 2 de noviembre de 1937 - Estambul, 18 de noviembre de 2000) fue un compositor de Azerbaiyán, autor de muchas canciones y músicas de películas, el Artista del pueblo de la República de Azerbaiyán.

## Biografía

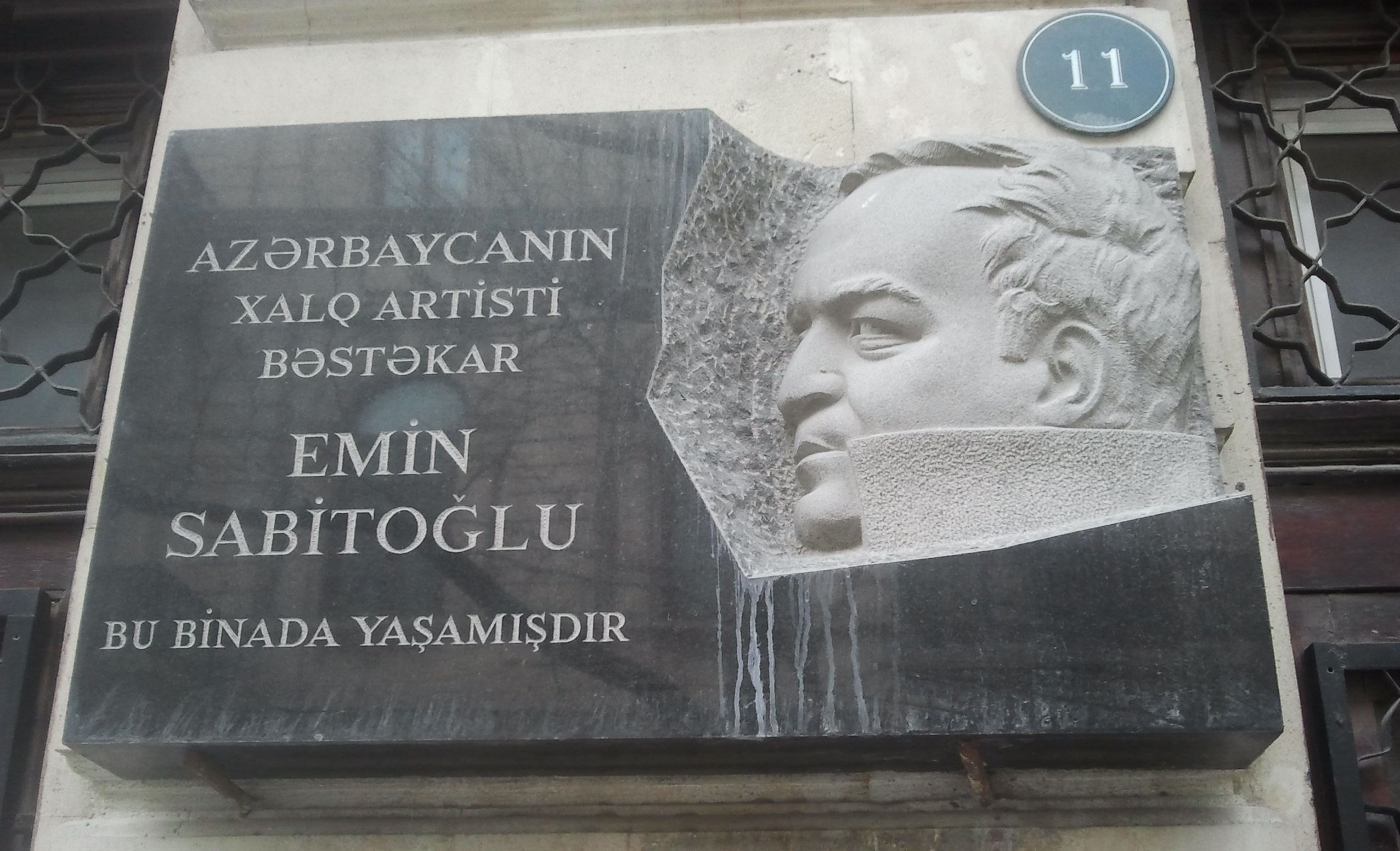
La placa conmemorativa en la pared de la casa en Bakú, donde vivió Emin Sabitoglu

Emin Sabitoglu nació el 2 de noviembre de 1937 en Bakú. Su padre, Sabit Rehman fue un prominente escritor de Azerbaiyán.
Después de graduarse de la escuela de música, estudió en la Academia de Música de Bakú con el profesor Qara Qarayev en los años 1954-1956. En 1956 ingresó en el Conservatorio de Moscú en nombre de Piotr Ilich Chaikovski (en la clase de Yuri Shaporin). 
Emin Sabitoglu fue el autor de muchas obras en diferentes géneros musicales. El compositor escribió 1 sinfonía, 3 poemas sinfónicos, 3 cantatas y  composiciones para violín y piano. También compuso más de 600 músicas, 9 comedias musicales y casi 40 músicas para películas.
En 1961 trabajó como editor de música en el estudio de cine Azerbaijanfilm. En años consecutivos ocupó el cargo del director de arte en la Filarmónica Estatal de Azerbaiyán y  enseñó en la Academia de Música de Bakú. 
Emin Sabitoglu murió el 18 de noviembre de 2000 en Estambul y fue enterrado en Bakú, en el Callejón de Honor. 
El 1 de diciembre de 2017 fue organizada la ceremonia conmemorativa del 80.º aniversario del compositor en la Filarmónica Estatal de Azerbaiyán.

## Premios
- Premio Estatal de la RSS de Azerbaiyán

- Artista del pueblo de la República de Azerbaiyán (artes escénicas)

- Orden Shohrat